# Sasuke vs. Commander
Sasuke vs. Commander est un jeu vidéo de type shoot 'em up fixe créé par Shin Nihon Kikaku et sorti sur borne d'arcade (sur le système Rock-Ola) en octobre 1980,.